# Cornelis Galle II
Cornelis Galle II (Antwerpen, gedoopt 23 februari 1615 - aldaar, 18 oktober 1678) was een Vlaams graveur.

## Biografie

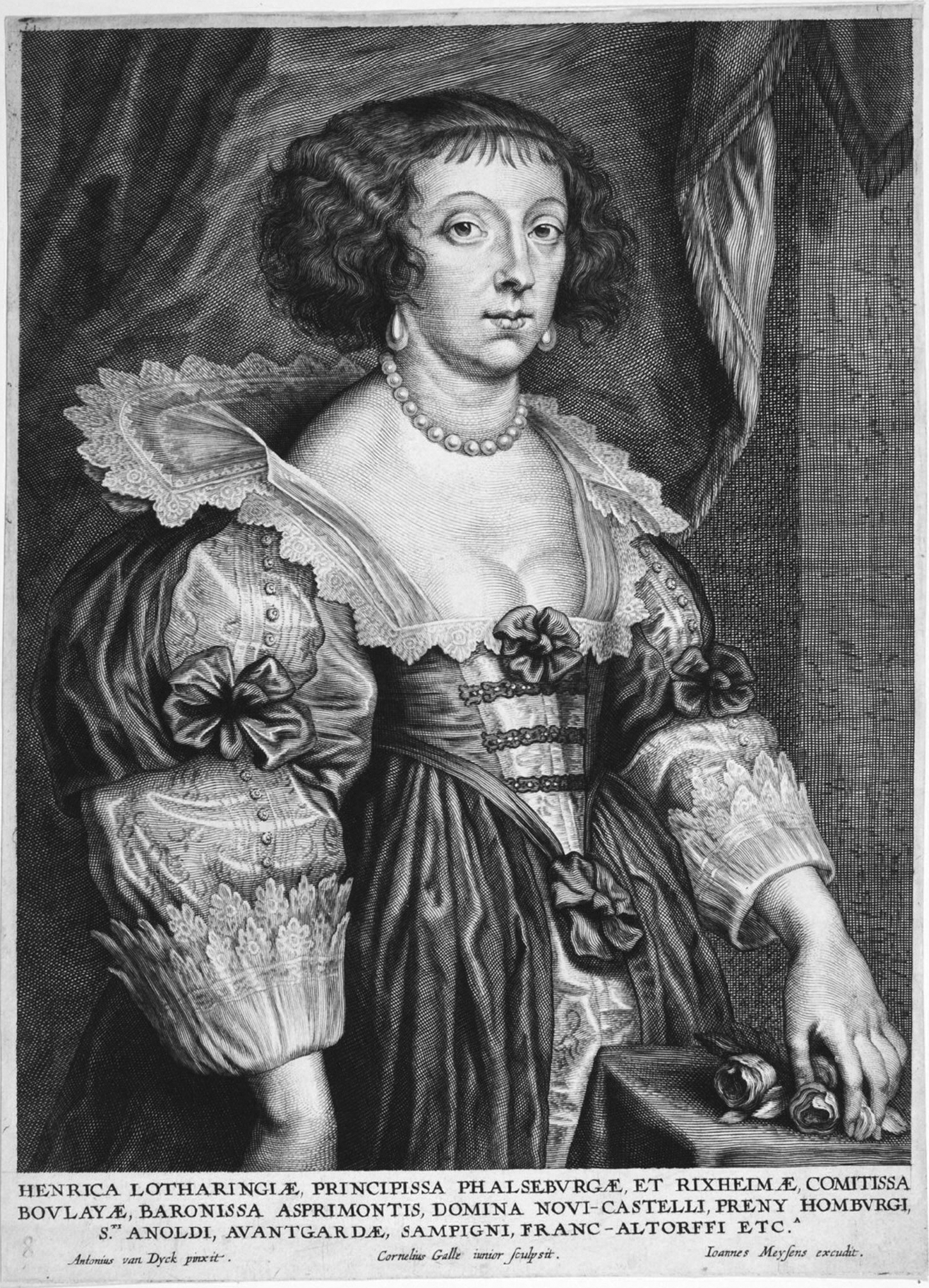
Gravure van Henriette de Lorraine, gemaakt door Cornelis Galle II

Cornelis Galle II is geboren te Antwerpen in 1615. Hij was graveur en uitgever in het familiebedrijf 'De Witte Lelie', dat tussen 1600 en 1694 nauw samenwerkte met de Officina Plantiniana. Vanaf 1630 werkt hij net als zijn vader Cornelis Galle I samen met Rubens voor het graveren van boekillustraties. Hun stijl is moeilijk te onderscheiden mede doordat Galle II de toevoeging 'junior' wegliet na de dood van zijn vader. Cornelis Galle de jongere concentreerde zich daarnaast vooral op devotiegravures. Hij overleed in 1678 in Antwerpen.
Ook zijn grootvader Philip Galle was een bekend graveur.